# Kapitän Harmsen
 Kapitän Harmsen (Vollständiger Titel „Kapitän Harmsen – Geschichten um eine Hamburger Familie“) ist eine deutsche Familienserie, die vom 24. August 1969 bis zum 5. April 1970 im Abendprogramm des ZDF lief. Sie spielt in Hamburg und handelt von dem Alltagsleben des Kapitäns Wilhelm Harmsen und seiner Familie.

## Handlung
Wilhelm Harmsen ist Kapitän in Hamburg, doch statt auf großen Schiffen um die Welt zu fahren, ist er seiner Familie zuliebe als Kapitän auf einem Schlepper auf der Elbe geblieben. Unerwartet erbt er die Villa einer alten Dame, der er vor vielen Jahren einmal das Leben gerettet hat. Während seine Frau, die beiden erwachsenen Kinder und „Opa“ sofort begeistert sind, muss sich der bodenständige, manchmal etwas grantige Seebär mit dieser neuen Lebenssituation im feinen Blankenese erst einmal anfreunden. In der Folge erlebt die Familie allerlei Geschehnisse, die immer im Zusammenhang mit der Seefahrt bzw. dem Hamburger Hafen stehen.

## Hintergrund
Regie führte bei allen Episoden der Fernsehserienspezialist Claus Peter Witt (u. a. Die Unverbesserlichen, Die Gentlemen bitten zur Kasse, Hamburg Transit, Diese Drombuschs, Lindenstraße, PS). Helga Feddersen schrieb das Drehbuch zur Folge Seekadetten und spielte in der Folge Das Wrack mit.
Die erste Staffel wurde vom 24. August 1969 bis zum 12. Oktober 1969 gezeigt. Die zweite Staffel lief vom 4. Januar 1970 bis zum 5. April 1970.
Jede Folge beginnt noch vor dem Vorspann mit einem kurzen Dialog zwischen Kapitän Harmsen und seinem Decksmann Puttfarken, der jeweils in einem Kalauer endet.

## Episoden
1. Staffel (1969)
1. Das Haus in Blankenese
2. Das Wrack
3. Neue Tapeten
4. Fahrt nach Helgoland
5. Schwimmdock VII
6. Seekadetten

2. Staffel (1970)
1. Besuch aus England
2. Adios, Kopenhagen!
3. Hahnöfersand
4. Das Bayerische Meer
5. Zwischenfall auf der "Uganda"
6. Der Hochzeitstag
7. Das Quiz